# 乔希·伯恩斯坦
乔希·伯恩斯坦（英語：Josh Bernstein，1971年2月24日—）是一位美国探险家、生存专家、人类学家和執行製作人，主持的节目有历史频道的《考古揭秘》（Digging for the Truth）和探索頻道的《探索文明未知》（Into the Unknown with Josh Bernstein）等。